# Коваленко Віталій Петрович
Віталій Петрович Коваленко (6 вересня 1940, м. Новий Буг, Миколаївська область — 7 лютого 2011, м. Херсон) — український науковець, доктор сільськогосподарських наук, професор, член-кореспондент Національної академії аграрних наук України, академік  Академії вищої школи України, заслужений діяч науки і техніки України, кавалер орденів «За заслуги» ІІІ ступеня та Святого Князя Володимира. Довгий час очолював кафедру «Генетики та розведення с.-г. тварин» біолого-технологічного факультету ДВНЗ "Херсонського державного аграрного університету. Після смерті Віталія Петровича ця кафедра була названа на його честь. Підготував 70 кандидатів та 8 докторів с.-г. наук. Щороку в ДВНЗ «ХДАУ» проводиться Всеукраїнська науково-практична конференція присвячена пам'яті цього вченого.

## Біографія
Народився 6 вересня 1940 року в родині вчителів у місті Новий Буг Миколаївської області. Батько Віталія Петровича — Петро Миколайович був вчителем історії, загинув на фронті у 1941 році. Мати — Тетяна Єфремівна викладала українську мову та літературу в школі.
Закінчив школу у 1958 році з золотою медаллю. Вступив до Херсонського сільськогосподарського інституту, який закінчив з відзнакою у 1962 році. В Інституті він зустрів свою майбутню дружину Інну Костянтинівну Кудимову. Вони одружилися 10 лютого 1962 року, ще під час навчання в Інституті. Трудову діяльність розпочав як молодший науковий співробітник Інституту тваринництва степових районів «Асканія-Нова» імені М. Ф. Іванова. 1 листопада 1962 року у нього народився син Сергій, який також став зоотехніком.
У 1967 році захистив кандидатську дисертацію на тему: «Вивчення груп крові свиней та імуногенетичний контроль при схрещуванні». З 1967 по 1980 рік жив у селі Борки, Харківської області, де працював в Інституті Птахівництва.
У 1978 році захистив докторську дисертацію на тему: «Теоретичне обґрунтування і практичне використання методів генетичного аналізу в яєчному птахівництві», захист відбувся в Ленінградському сільськогосподарському інституті. З 1981 року працює у Херсонському сільськогосподарському інституті завідувачем кафедри генетики та розведення с.-г. тварин, а з 1997 року став проректором з наукової роботи. У 1986 році отримав високе наукове звання — професор.
23 грудня 1999 року Українська академія аграрних наук на підставі свого статуту обрала Віталія Петровича Коваленка член-кореспондентом УААН з спеціальності розведення та селекція тварин.
7 лютого 2011 року видатний вчений-генетик помер у одній з херсонських лікарень. Він працював до останнього моменту свого життя, не зважаючи на стан здоров‘я, що все більше погіршувався.

## Науковий вклад
Вченим було опубліковано 273 науково-методичні праці. За своє життя він підготував 70 кандидатів та 8 докторів с.-г. наук.
Коваленко В. П. є співавтором 3 ліній і 2 кросів яєчної птиці «Борки» і «Борки-2». Вивів м'ясо-яєчний крос курей для фермерських та присадибних господарств. Має 12 авторських свідоцтв на винаходи, 2 патенти України.
Є співавтором підручника «Генетика сільськогосподарських тварин» та навчального посібника «Біометричний аналіз мінливості ознак сільськогосподарських тварин і птиці». За своє життя опублікував 4 монографії.

## Пам'ять про Віталія Петровича
Коваленко В. П. був людиною з величезною енергією, якої вистачало не тільки на науку, а й на людей.

### Спогади співробітників
| Бальзак писав 15 сторінок на день, а Віталій Петрович — 17! |
| Нет Виталия Петровича и спросить не у кого. |
| Мы словно осиротели. |
| Так, це був геній! |

## Цікаві факти
У дитинстві мріяв стати авіаконструктором, але через слабкий зір його мрії не судилося здійснитись. Та не зважаючи на це, Віталій Петрович досягнув найвищого ступеня науковця в галузі тваринництва, ще за часів навчання в інституті, вже з першого курсу його називали «професор».
Віталій Петрович дуже любив поезію, особливо вірші Євгена Євтушенко, які часто читав у сімейному колі. Також вчений володів англійською та німецькою мовами.
Ім'я Віталія Петровича Коваленка включене до бібліографічних довідників «Хто є хто в Україні», «Еліта Херсонщини» та «Видатні представники зоотехнічної науки».